# Frank Churchill
Frank Edwin Churchill (* 20. Oktober 1901 in Rumford, Maine; † 14. Mai 1942 in Castaic, Kalifornien) war ein US-amerikanischer Filmmusik-Komponist und arbeitete in den 1930er- und 1940er-Jahren für die Disney-Studios.

## Leben
Frank Churchill wurde 1931 in die Walt-Disney-Studios aufgenommen, nachdem er zuvor schon bei einigen Aufnahmen mitgearbeitet hatte. Er komponierte unter anderen die Melodien für die Three-Little-Pigs-Filme (darunter Who Is Afraid of the Big Bad Wolf? in Die drei kleinen Schweinchen), die Lieder für Schneewittchen und die sieben Zwerge (darunter Whistle While You Work und Some Day My Prince Will Come), Baby Mine für Dumbo und die Stimm-Stücke für Bambi (Love Is a Song, Little April Shower, Let’s Sing a Gay Little Spring Song und I Bring You a Song).
Er wurde 1942 zusammen mit Oliver Wallace mit dem Oscar für die Filmmusik von Dumbo ausgezeichnet und war 1942/43 für drei weitere Oscars nominiert.
Frank Churchill beging am 14. Mai 1942 Suizid und wurde auf dem Forest Lawn Memorial Park in Glendale begraben.

## Filmografie (Auswahl)
- 1932: Die Werkstatt vom Weihnachtsmann (Santa’s Workshop, Kurzfilm)
- 1933: Ye Olden Days (Kurzfilm)
- 1933: Die drei kleinen Schweinchen (Three Little Pigs, Kurzfilm)
- 1934: Es geschah in einer Nacht (It Happened One Night)
- 1935: Die Schildkröte und der Hase (The Tortoise and the Hare, Kurzfilm)
- 1935: Die drei kleinen Waisenkätzchen (Three Orphan Kittens, Kurzfilm)
- 1937: Schneewittchen und die sieben Zwerge (Snow White and the Seven Dwarfs)
- 1940: Bone Trouble (Kurzfilm)
- 1941: Dumbo
- 1941: Der Drache wider Willen (The Reluctant Dragon)
- 1942: Bambi